# Erismanthus sinensis
Erismanthus sinensis là một loài thực vật có hoa trong họ Đại kích. Loài này được Oliv. mô tả khoa học đầu tiên năm 1887.